# Brian Behrendt
Brian Behrendt (* 24. Oktober 1991 in Bremervörde) ist ein deutscher Fußballer, der bei den Stuttgarter Kickers unter Vertrag steht.
Nach seinem Karrierebeginn in zwei Amateurvereinen im Landkreis Rotenburg (Wümme) wurde er fußballerisch größtenteils beim Hamburger SV ausgebildet, ehe es ihn in die Jugendakademie des SK Rapid Wien nach Österreich zog. In Österreich bei den Wienern und auf Leihbasis beim SV Horn in der österreichischen Zweitklassigkeit absolvierte Behrendt seine ersten Einsätze im Herrenbereich, ehe er ab 2015 wieder in Deutschland zugange war, nun bei Arminia Bielefeld, mit denen er 2020 in die Bundesliga aufstieg. Bis Anfang des Jahres 2024 spielte er bei der Braunschweiger Eintracht.

## Karriere

### Jugend in Deutschland und in Österreich
Behrendt wuchs im niedersächsischen Oerel in der Nähe von Bremervörde im Landkreis Rotenburg (Wümme) auf. Er begann seine Laufbahn in seiner Geburtsstadt beim Bremervörder SC und wechselte über den TuS Heeslingen in das Nachwuchsleistungszentrum des Hamburger SV. Nachdem seine Eltern aus beruflichen Gründen nach Wien zogen, blieb Behrendt zunächst im Jugendinternat des HSV, ehe er später in das Nachwuchsleistungszentrum des SK Rapid Wien wechselte. Ab Januar 2010 gehörte Behrendt der zweiten Mannschaft an und spielte in der Regionalliga Ost.

### Erste Jahre als Profi in Österreich
Ab 2012 gehörte er zum Profikader der Bundesliga-Mannschaft. Im Januar 2013 wechselte Behrendt auf Leihbasis bis Saisonende zum SV Horn in die zweithöchste Spielklasse Österreichs. Dort erkämpfte er sich einen Stammplatz und kam als Innenverteidiger zum Einsatz. Zur Saison 2013/14 kehrte Behrendt zu Rapid Wien zurück und war dann über weite Strecken der Saison Stammspieler, wobei er meistens als defensiver Mittelfeldspieler eingesetzt wurde. Zudem absolvierte er internationale Pflichtspiele, als er mit dem Verein in der UEFA Europa League spielte; in den Play-offs setzte sich Rapid Wien mit einem Gesamtscore von 4:0 gegen den georgischen Vertreter Dila Gori durch, wobei Behrendt im Rückspiel mit einem Torerfolg zum 3:0-Sieg beitrug. In der Gruppenphase traf der Verein auf den FC Thun, auf Dynamo Kiew und auf den KRC Genk und schied als Gruppendritter aus. Dabei war Behrendt in allen sechs Gruppenspielen zum Einsatz gekommen. Im Ligaalltag reichte es zum Saisonende zur Vizemeisterschaft hinter Red Bull Salzburg. Die Saison 2014/15 verpasste Behrendt zum größten Teil wegen eines Mittelfußbruches sowie wegen einer Knochenentzündung. Zum Saisonende konnte er lediglich zehn Ligaeinsätze für sich verbuchen.

### Fünf Jahre Arminia Bielefeld
Im Juli 2015 kehrte Behrendt nach Deutschland zurück und schloss sich dem Zweitligisten Arminia Bielefeld an. Sein erstes Spiel für die Ostwestfalen war das torlose Unentschieden am 25. Juli 2015 beim FC St. Pauli am ersten Spieltag der Saison 2015/16. Schnell erkämpfte sich Behrendt einen Stammplatz und wurde in seiner ersten Saison in Bielefeld zumeist als defensiver Mittelfeldspieler eingesetzt. Die Arminen waren vor der Ankunft des gebürtigen Bremervörders in die 2. Bundesliga aufgestiegen und schafften zum Ende der Saison mit dem zwölften Tabellenplatz den Klassenerhalt; Trainer damals war Norbert Meier. In der Saison 2016/17 kämpfte die Arminia nach dem Abgang von Trainer Meier zum SV Darmstadt 98 lange Zeit gegen den Abstieg und während der Saison wurden mit Norbert Meiers Nachfolger Rüdiger Rehm und Jürgen Kramny zwei Trainer entlassen. Als mit dem Luxemburger Jeff Saibene am 20. März 2017 der dritte Trainer innerhalb einer Saison angestellt wurde, stand Arminia Bielefeld auf dem letzten Tabellenplatz. Unter ihm verlor Arminia Bielefeld von den letzten neun Partien lediglich eine einzige während drei Partien gewonnen wurden – darunter der 6:0-Sieg am vorletzten Spieltag gegen Eintracht Braunschweig – und am letzten Spieltag gelang den Ostwestfalen mit einem Unentschieden gegen Dynamo Dresden der Klassenerhalt. Behrendt war dabei weiterhin Stammspieler, wobei er nun zumeist als Innenverteidiger eingesetzt wurde. In der Saison 2017/18 spielte Arminia Bielefeld lange Zeit um den Aufstieg in die Bundesliga mit und verabschiedete sich erst am vorletzten Spieltag, als man beim FC St. Pauli mit 0:1 verlor, aus dem Aufstiegsrennen. Behrendt war im Laufe der Saison zu lediglich 19 Partien gekommen, wobei er in 15 davon in der Startelf stand; das Saisonende verpasste er aufgrund eines Innenbandrisses. In der Saison 2018/19 war er wieder über weite Teile der Saison Stammspieler und wurde dabei immer als Innenverteidiger eingesetzt. In dieser Saison wurde Trainer Jeff Saibene nach dem 16. Spieltag auf dem 14. Tabellenplatz stehend – mit jeweils vier Punkten Vorsprung auf dem Relegationsplatz sowie auf den direkten Abstiegsplatz – entlassen. Unter seinem Nachfolger Uwe Neuhaus beendete die Arminia die Saison auf dem neunten Tabellenplatz. In der Saison 2019/20 wurde Arminia Bielefeld Zweitligameister und stieg somit in die Bundesliga auf. Behrendt verpasste dabei aufgrund einer Kreuzbandoperation den Großteil der Saison und kam zu lediglich sieben Einsätzen.

### Eintracht Braunschweig
Nachdem Behrendt an den ersten 13 Spieltagen der Saison 2020/21 lediglich 3-mal in der Liga eingewechselt worden war, wechselte er zum 1. Januar 2021 zum abstiegsbedrohten Zweitligaaufsteiger Eintracht Braunschweig. Er unterschrieb einen Vertrag bis zum 30. Juni 2023. In der Folge erkämpfte sich Behrendt einen Stammplatz und gehörte zum Stamm der Abwehr der Braunschweiger Eintracht, konnte allerdings den sofortigen Wiederabstieg aus der 2. Bundesliga nicht verhindern.
Er spielt vorwiegend auf der Position des Innenverteidigers, kommt aber fallweise auch im defensiven Mittelfeld zum Einsatz.

### Hallescher FC
Im Januar 2024 wechselte er in die 3. Liga zum Halleschen FC. Dort absolvierte er 12 Spiele, ehe er den Verein zum Saisonende verließ.

### Regionalliga
Am 5. Juli 2024 unterschrieb er einen Vertrag beim Regionalligisten Stuttgarter Kickers. Ein Jahr später zog es ihn zum FSV Schöningen.

## Erfolge
- Meister der 2. Bundesliga: 2019/20